# Tonya Hardingová
Tonya Maxene Price, roz. Hardingová (* 12. listopadu 1970 Portland, Oregon) je bývalá americká krasobruslařka a boxerka, mistryně USA a vicemistryně světa v krasobruslení z roku 1991. V roce 1994 vyhrála podruhé mistrovství USA v krasobruslení a na zimních olympijských hrách získala osmé místo, nicméně ještě toho roku byla ale svého druhého titulu americké šampiónky zbavena a rovněž doživotně vyloučena ze všech krasobruslařských soutěží, když se ukázalo, že spoluorganizovala přepadení své rivalky Nancy Kerriganové, jejíž zmrzačení jí mělo zajistit volnou cestu k mistrovskému titulu a na olympiádu.
Později nepříliš úspěšně zkoušela kariéru v ženském boxu, ale po několika zápasech ji musela ze zdravotních důvodů ukončit.
Její příběh se stal základem pro biografický film Já, Tonya z roku 2017, v němž její postavu hrála Margot Robbie.